# BMW Masters
Le BMW Masters est un tournoi de golf du Tour Européen PGA, joué chaque année en novembre. Créé en 2011, il intègre le Tour Européen à partir de la saison 2012 puis fait partie de la Race to Dubai, les final du Tour Européen, depuis 2013. Il n'est pas au calendrier de la saison 2016.

## Palmarès
| Année                         | Pays                          | Vainqueur                     | Score                         |
| Lake Malaren Shanghai Masters | Lake Malaren Shanghai Masters | Lake Malaren Shanghai Masters | Lake Malaren Shanghai Masters |
| ----------------------------- | ----------------------------- | ----------------------------- | ----------------------------- |
| 2011                          | Angleterre                    | Rory McIlroy                  | 270 (-18)                     |
| BMW Masters                   |                               |                               |                               |
| 2012                          | Suède                         | Peter Hanson                  | 267 (-21)                     |
| 2013                          | Espagne                       | Gonzalo Fernández-Castaño     | 277 (-11)                     |
| 2014                          | Allemagne                     | Marcel Siem                   | 272 (-16)                     |
| 2015                          | Suède                         | Kristoffer Broberg            | 271 (-17)                     |